# Diatèrmia

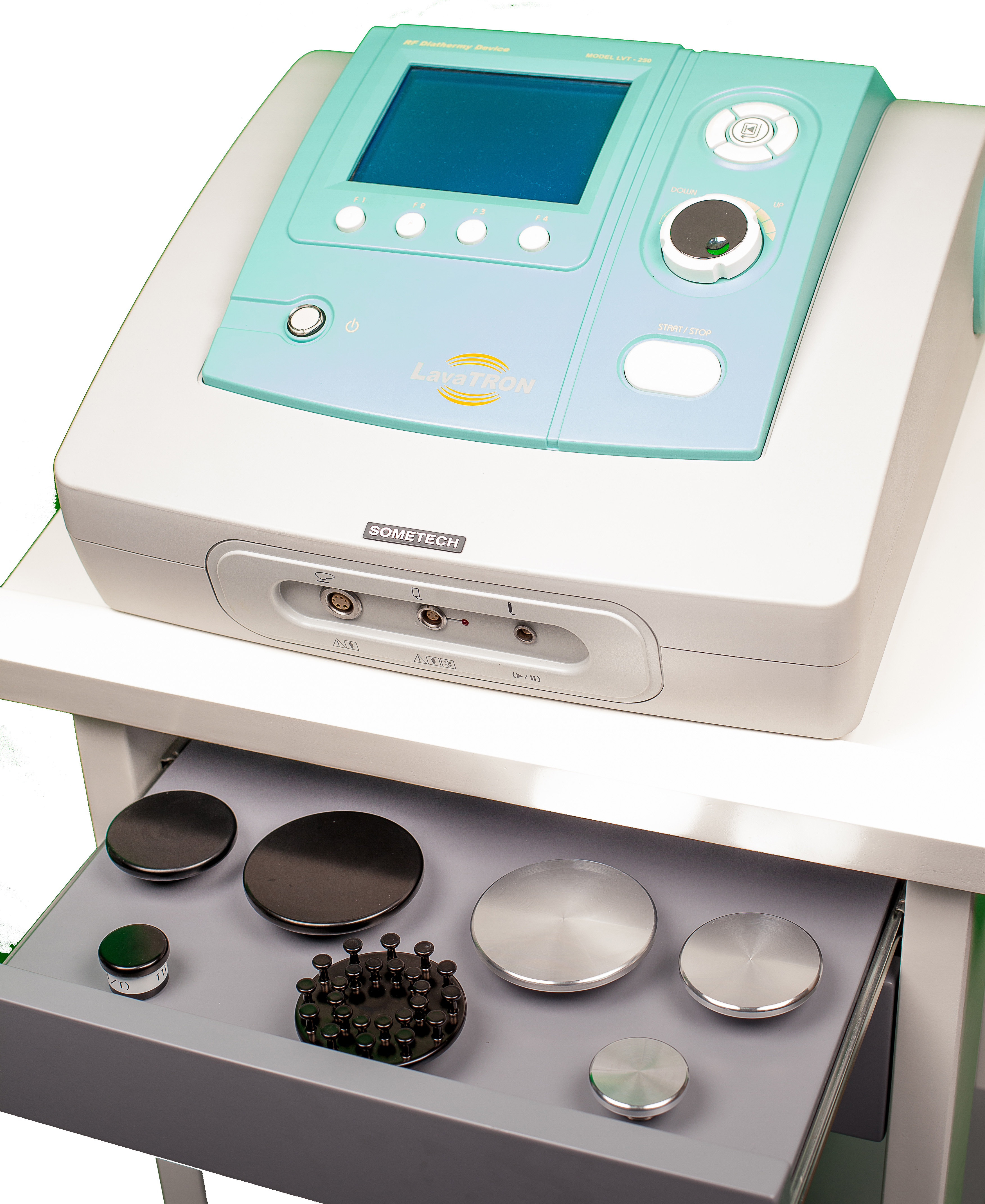
Equip de diatèrmia d'ona curta (freqüència de 0.5 a 27.12 MHz)

En fisioteràpia, la  diatèrmia consisteix l'escalfament local de  teixits en una zona del cos sota la influència d'un fort camp elèctric o bé magnètic, el que contribueix a la relaxació dels músculs i alleuja la sensació de dolor. La calor que es produeix incrementa el flux sanguini i es pot utilitzar en el tractament dels dolors profunds de les malalties reumàtiques i artrítiques (teràpia de microones).

## Història
Aquesta tècnica va ser introduïda a Espanya el 1910 pel Dr. Celedonio Calatayud, que al seu torn va ser el primer en utilitzar-la en la terapèutica ginecològica, cosa que va suposar un gran avanç a escala internacional.

## Fisioteràpia
La diatèrmia terapèutica utilitzada en rehabilitació fa servir camps magnètics o elèctrics (0,5 a 27,12 MHz, 100W) En aquesta categoria, hi ha dos tipus de diatèrmia:
- Diatèrmia capacitiva - s'utilitza per escalfar, a nivell superficial, principalment la pell i el greix.
- Diatèrmia inductiva - per escalfar s'utilitza un camp magnètic que penetra profundament en el cos, resultant uns corrents paràsits que escalfen els músculs.

Per la freqüència de treball es classifica com:
- Diatèrmia ultrasònica
- Diatèrmia d'ona curta: freqüència de 2.45 MHz a 27.12 MHz amb una potència d'alguns centenars de watts
- Diatèrmia de microones.(915 MHz o 2.45 GHz).[6][7]

## Cirurgia diatèrmica
En Cirurgia, la  diatèrmia consisteix en la producció d'escalfor en una zona del cos mitjançant un corrent elèctric d'alta freqüència que passa entre dos elèctrodes connectats a la pell del pacient, amb freqüències de 0,5-1,75 MHz, i amb potències de l'ordre de 100-300 W. Aquest altre concepte de diatèrmia pot aplicar-se a diversos instruments quirúrgics, en el bisturí diatèrmic, per exemple, s'utilitza per coagular teixits. El mateix bisturí és un elèctrode i l'altre és una placa humida aplicada a una altra zona del cos del pacient. Utilitzant el bisturí la sang es coagula i els petits vasos s'obstrueixen, podent-se efectuar incisions que pràcticament no sagnen. Puntes i agulles diatèrmiques poden usar-se per a destruir teixits innecessaris (electrocauterització).

## Aplicacions
- Destrucció d'una lesió corioretinal per diatèrmia
- Excisió ampliada de la zona de transformació amb nansa diatèrmica
- Procediment d'excisió electroquirúrgica amb nansa diatèrmica
- Reparació d'un esquinçament de la retina per diatèrmia
- Reparació d'un despreniment de la retina amb diatèrmia
- Turbinectomia per diatèrmia

## Precaucions
- La diatèrmia d'ona curta i microones no es pot realitzar en pacients amb estimulació cardíaca (marcapassos) o en una implantació desfibril·lador si no es va amb compte.
- En el cas d'un pacient amb neuroestimulador implantat, l'aplicació de diatèrmia està estrictament prohibida.